# (5606) Muramatsu
(5606) Muramatsu ist ein Asteroid des Hauptgürtels. Er wurde am 1. März 1993 von dem japanischen Astronomen Satoru Ōtomo an der Sternwarte in Kiyosato in Japan entdeckt.
Der Asteroid wurde am 28. Juli 1999 nach dem japanischen Astronomen Osamu Muramatsu (* 1949) benannt, der am Planetarium von Sibuya tätig ist.